# Cluster aziendale
Un cluster aziendale è un insieme di imprese collegate da relazioni di controllo, direzione e coordinamento, gestite da una società capogruppo. Le aziende del cluster collaborano per raggiungere obiettivi comuni, come la riduzione dei costi e il miglioramento della qualità dei prodotti o servizi. I cluster sono anche aspetti importanti della gestione strategica.

## Funzionamento dei Cluster Aziendali
In un cluster aziendale, le aziende collaborano per raggiungere obiettivi comuni, come ridurre i costi e migliorare la qualità dei prodotti o servizi. Ad esempio, una grande azienda può creare un cluster con altre imprese complementari, come fornitori o distributori, per accedere a risorse e competenze non disponibili internamente. Questo consente di ottenere vantaggi competitivi, quali l'aumento della capacità produttiva o l'espansione in nuovi mercati.
Tuttavia, il funzionamento dei cluster aziendali non è privo di complessità: le decisioni devono essere prese congiuntamente e, per raggiungere gli obiettivi prefissati, è necessaria una forte coesione tra le imprese del cluster. È fondamentale sviluppare una strategia comune e ottimizzare le risorse disponibili per massimizzare l'efficienza e la competitività complessiva del cluster.

## Tipi di Cluster
I cluster aziendali possono essere classificati in diverse categorie, a seconda delle caratteristiche e del settore di appartenenza. Tra i principali tipi di cluster troviamo:
- Cluster di innovazione: concentrati in aree con alti livelli di ricerca e sviluppo, questi cluster includono spesso università, istituti di ricerca e aziende high-tech. Esempi di cluster di innovazione includono la Silicon Valley negli Stati Uniti e il Distretto High-Tech di Pechino in Cina.
- Cluster industriali: si formano intorno a specifiche industrie manifatturiere o settori produttivi. Questi cluster beneficiano della vicinanza geografica di aziende che operano lungo la stessa catena del valore, come i distretti tessili in Italia o i cluster automobilistici in Germania.
- Cluster di alta tecnologia: comprendono aziende che operano in settori avanzati come l'informatica, le biotecnologie e le telecomunicazioni. Questi cluster sono spesso supportati da politiche governative che incentivano l'innovazione e la ricerca.
- Cluster agroalimentari: caratterizzati dalla concentrazione di aziende agricole, produttori alimentari e istituti di ricerca agraria. Esempi di questi cluster includono la Napa Valley negli Stati Uniti, nota per la produzione vinicola, e il Distretto Agroalimentare del Sud in Italia.
- Cluster di servizi: comprendono aziende che offrono servizi professionali, finanziari, turistici o sanitari. Questi cluster sono tipicamente localizzati in grandi città o centri finanziari, come New York per i servizi finanziari o Milano per i servizi professionali.

Ogni tipo di cluster presenta vantaggi specifici e sfide uniche, ma tutti condividono l'obiettivo comune di migliorare la competitività e l'innovazione delle aziende partecipanti attraverso la collaborazione e l'integrazione delle risorse.

## Vantaggi dei Cluster Aziendali
Far parte di un gruppo di aziende può offrire innumerevoli vantaggi, sia per le singole imprese che per l'azienda capogruppo. Vediamo quali sono questi benefici.

### Diversificazione
Operare in diversi settori consente di ridurre il rischio di dipendere da un solo mercato. In questo modo, si possono sfruttare tutte le opportunità di crescita e innovazione, diversificando le attività e minimizzando l'impatto di eventuali crisi in un settore specifico.

### Economie di scala
La condivisione di infrastrutture, servizi, fornitori, tecnologie e know-how tra le aziende del gruppo porta a una significativa riduzione dei costi. Questo vantaggio, noto come economie di scala, permette di ottimizzare le risorse e migliorare l'efficienza operativa.

### Sinergie
Un gruppo di aziende crea valore attraverso la complementarità e l'integrazione delle società che lo compongono. Le sinergie generate dalle diverse competenze e capacità delle imprese consentono di realizzare progetti più ambiziosi e di migliorare la competitività complessiva del gruppo.

### Ulteriori fonti di finanziamento
I cluster aziendali hanno maggiore facilità nell'accedere a ulteriori fonti di finanziamento, grazie alla solidità patrimoniale e alla reputazione accumulata negli anni dalla società capogruppo. Questo facilita l'ottenimento di crediti e investimenti necessari per sostenere la crescita e l'espansione.

### Fiscalità
I gruppi di aziende possono usufruire più agevolmente delle agevolazioni fiscali previste dalla normativa vigente, come il regime di consolidato fiscale. Questo regime consente di compensare le perdite di una società con gli utili di un'altra società del gruppo, ottimizzando così il carico fiscale complessivo.
Questi vantaggi rendono i gruppi di aziende un modello organizzativo efficace per affrontare le sfide del mercato globale e per sostenere una crescita sostenibile nel lungo periodo.